# Garancières
Garancières – miejscowość i gmina we Francji, w regionie Île-de-France, w departamencie Yvelines.
Według danych na rok 1990 gminę zamieszkiwały 1923 osoby, a gęstość zaludnienia wynosiła 180 osób/km² (wśród 1287 gmin regionu Île-de-France Garancières plasuje się na 493. miejscu pod względem liczby ludności, natomiast pod względem powierzchni na miejscu 343.).